# Terminal de Buses de La Paz
La Terminal de Buses de La Paz es una estación de buses que sirve a la ciudad de La Paz, Bolivia. Se encuentra en la plaza Antofagasta sobre la Av. Uruguay y la Av. Perú. 

## Descripción
La misma fue construida entre los años 1913 y 1917 con el fin de ser la estación del Ferrocarril Guaqui - La Paz. Fue utilizada como aduana en 1925 y fue cedida para su utilización como Terminal de Buses en 1980 por el alcalde Raúl Salmón de la Barra. Su aniversario es el 16 de noviembre. Las estructuras metálicas de la misma fueron traídas desde Pittsburg. Fue  financiada por la Bolivia Railway Company. Su diseño fue realizado por el ingeniero civil francés Alexandre Gustave Eiffel (conocido por la edificación de la Torre Eiffel en París) y levantada por el constructor catalán Miguel Nogué.